# Символи буття (роман)
Загублені. Книга 3. Символи буття (англ. Lost: Signs Of Life) — роман 2006 року  американського письменника Френка Томпсона, третій в серії творів, написаних за мотивами серіалу «Загублених».

## Сюжет
Джефф Гедлі — художник, який малює портрети оголених жінок. Найчастіше, Джефф мав своїх героїнь на картині в самих незвичайних місцях, наприклад, на вершині «гриба» від ядерного вибуху. Він зближується зі студенткою Аймі Теннат після того, як наймає її позувати для нього, коли читав лекції в університеті Лондона. Вони починають зустрічатися, але незабаром Джефф отримує пропозицію роботи в одному з університетів Шотландії. Він розбиває Айві серце, виїхавши назустріч новому життю. У Шотландії він живе в прекрасній студії, і відразу ж зустрічає новий любовний інтерес — свою кращу студентку на ім'я Саванна. Лише після року стосунків, вони привертають до себе увагу керівників університету. Джефф використовує можливість піти від розглядів на найближчий час і відправляється читати лекції в Австралії. Він знову розбиває серце молодої красуні і їде. Пробувши близько 8 місяців на «Зеленому континенті», Джефф вирішує відправитися в Лос-Анджелес …
На острові чоловік знаходить несподіване натхнення для створення шедеврів і навіть облаштовує свою маленьку студію. Однак його творіння стають куди більш похмурими і зловісними, так як за натхненням Джефф звертається до нічних жахіть, які мучать його: він бачить лякаючі образи, темні силуети і чує таємничі голоси. Тим часом, Джефф дружить з Герлі, і бере участь в полюванні на кабана разом з Чарлі, Майклом і Джоном. Під час полювання, Джефф зустрічає монстра.

## Цікаві факти
- Згідно з книгою літак розбився в 2006 році. Головний герой отримав листа в 2002 році, в якому йому пропонувалося місце на 3 роки. Він приймає пропозицію, і дія переноситься в 2005 рік. Потім він відправляється в Австралію через 6 місяців (2006 року) і виявляється на борту рейсу 815, який прямує в Лос-Анджелес. Хоча в фінальному епізоді 2 сезону під назвою «Live Together, Die Alone, Part 1» говориться, що аварія сталася 22 вересня 2004 року.
- У книзі 23 глави на 173 сторінках.
- У книзі Джеффа Гедлі називають Ніком, Річардом і Джеком.
- У романі згадуються такі персонажі серіалу — Соєр, Джек, Сун, Майкл, Джон, Кейт, Волт і Герлі.
- На чохлі вказано ім'я Нік Гедлі, хоча персонажа звуть Джефф Гедлі. У французькому виданні — на відміну від іспанського — це було виправлено.